# Montreal-øerne
Montreal-øerne eller Hochelaga-øgruppen, er en gruppe øer ved sammenløbet af floderne Saint Lawrence og Ottawa i den sydvestlige del af provinsen Quebec, Canada. 

## Størrelse
Estimaterne for antallet af øer i øgruppen varierer. Det mest udbredte antal ser ud til at være 234, skønt antallet er blevet sat så højt som 325.

## Øer
Den største ø i gruppen er øen Montreal, der indeholder det meste af byen Montreal og den centrale del af dets storbyområdeområde. Byen har jurisdiktion over 74 mindre øer i øgruppen, især Île des Sœurs, Île Bizard, og de to øer, som var placeringen af Expo 67, nemlig Île Sainte-Hélène og den kunstige Île Notre-Dame. 
Den næststørste ø er Île Jésus, der sammen med Îles Laval og flere mindre øer udgør byen Laval. 
Andre øer inkluderer Îles de Boucherville med en Québec National Park, Île Perrot, Salaberry-de-Valleyfield og den tilstødende Grande-Île samt de mindre Île Dorval og Dowker Island. 

### Liste over navngivne øer
- Île à l'Aigle
- Île Avelle
- Île Barwick
- Île Béique
- Île Bellevue
- Île Bizard
- Île au Bois Blanc
- Île Bonfoin
- Îles de Boucherville, herunder: 
  - Île Charron
  - Île de la Commune
  - Île Dufault
  - Île Grosbois
  - Île Lafontaine
  - Île Montbrun
  - Île à Pinard
  - Île Saint-Jean
  - Île Sainte-Marguerite
  - Île Tourte Blanche
- Île Bourdon
- Île Boutin
- Île Cadieux
- Île aux Canards
- Île aux Chats
- Île aux Cerfeuils
- Île aux Chèvres
- Île aux Plaines
- Île Claude
- Île Daoust
- Île Deslauriers
- Île Dixie
- Île Dorval
- Île Dowker
- Île au Foin
- Île Gagné
- Île Hiam
- Île Hog
- Île Jasmin
- Île Jésus
- Île Lamontagne
- Île Lapierre
- Îles Læaval, herunder: 
  - Île Bigras
  - Île Pariseau
  - Île Ronde
  - Île Verte
- Île Madore
- Île Ménard
- Île Mercier
- Île Migneron
- Île Mitan
- Île de Montréal
- Île du Moulin de Saint-François
- Île aux Moutons
- Île Notre-Dame
- Îles de la Paix, herunder: 
  - Île au Diable
  - Île du Docteur
  - Île à Tambault
  - Île à Thomas
  - Île aux Veaux
- Île Paton
- Île aux Plaines
- Île Perrot
- Île Perry
- Île de Pierre
- Île aux Pins
- Île aux Pruches
- Îles des Rapides de Lachine eller Îles du Sault-Saint-Louis, herunder: 
  - Île aux Hérons
  - Île aux Chèvres
  - Île au Diable
  - les september-soeurs
  - Île aux Sternes
- Île Roussin
- Île de Roxboro
- Île Saint-Joseph
- Île Saint-Laurent
- Île Sainte-Hélène
- Île Saint-Pierre
- Île Sainte-Thérèse
- Île Serre
- Île des Sœurs
- Île solnedgang
- Île Todd
- Île aux Tourtes
- Île du Tremblay
- Île à la Truie
- Île aux Vaches
- Îles de Varennes
- Île Vert
- Île de la Visitation
- Île Wight

## Navn
Øgruppen tager sit navn fra Hochelaga, en irokserbosættelse på øen Montreal, der senere blev bosat af franskmænd og voksede til at blive den moderne by Montreal.